# Perény
Koordináták: é. sz. 48,5339°, k. h. 21,1885°48.533900°N 21.188500°E
Perény (szlovákul: Perín) Perény-Hím településrésze, egykor önálló falu Szlovákiában, a Kassai kerület Kassa-vidéki járásában.

## Fekvése

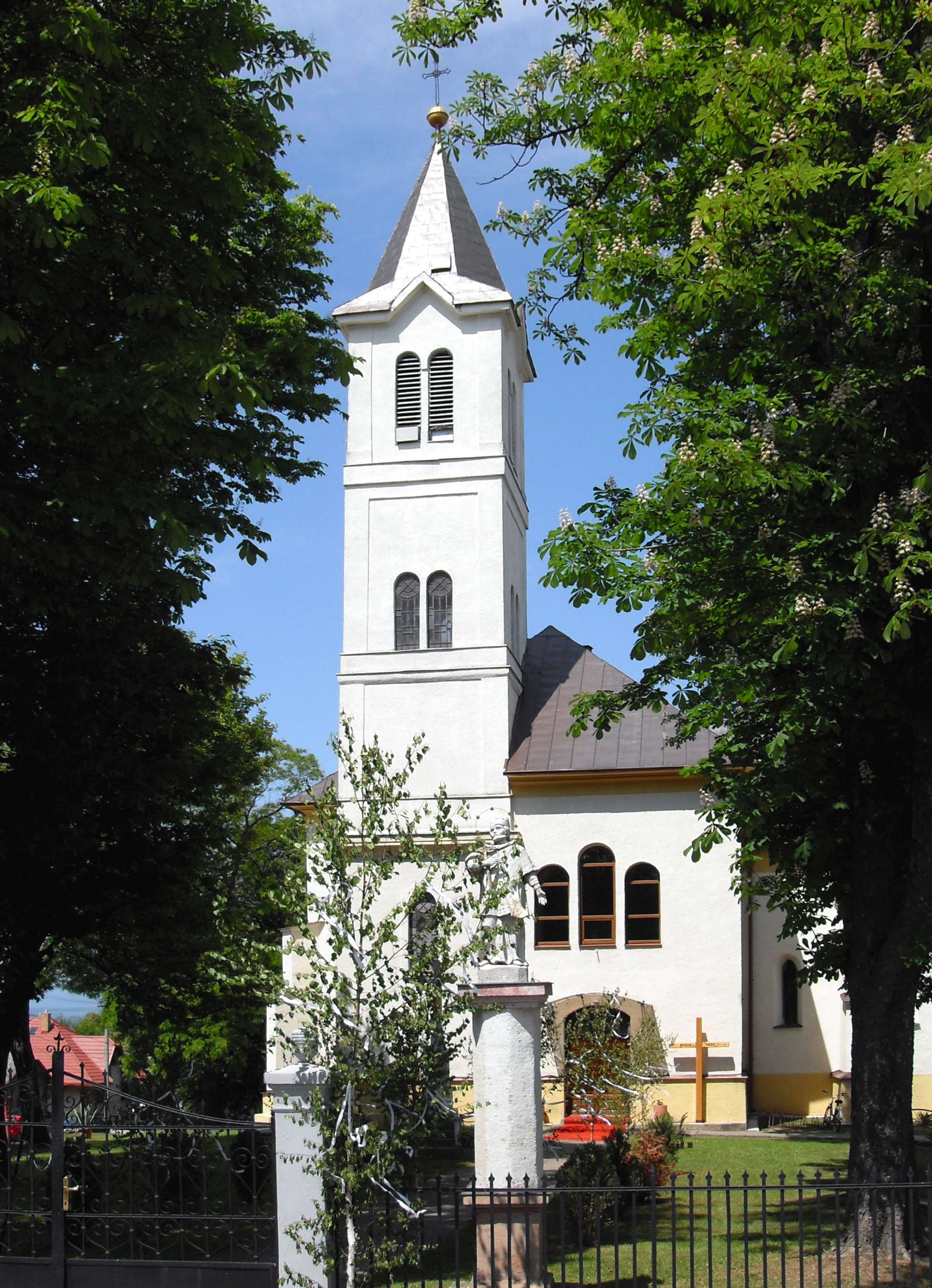
A Szentháromság templom

Kassától 22 km-re délre, a magyar határ mellett fekszik.

## Története
1220-ban „villa Peruen” néven említik először. 1295-ben „villa Perwen”, 1316-ban „Purwen”, 1317-ben „Peruen”, 1318-ban „Purun”, 1319-ben „Peren”, 1329-ben „Pirin” néven szerepel a különböző írott forrásokban.
Perény a magyar történelemben jelentős szerepet játszott Perényi család ősi fészke. Első ismert birtokosa a IV. László király idejében élt Perényi Imre, később 1299-ben – az 1305-ben főúri rangot kapott – Perényi Tamás birtoka. 1311-től Perényi János és Miklós a tulajdonos. A 15. századtól Nagyida várának uradalmához tartozott. 1427-ben 72 portát számláltak a faluban, ezzel a nagyobb települések közé tartozott mintegy 400 lakossal. 1553-ban már csak 24 portája volt, melyből 20 Perényi Gábor, 4 pedig Ferenc tulajdona.
A 18. század végén Vályi András így ír róla: „PERÉNY. Perina. Magyar falu Abaúj Vármegyében, földes Ura B. Meskó Uraság, lakosai katolikusok, fekszik Enitzkéhez fél mértföldnyire, határja néhol sovány, réttyének fele sem igen jól termő, piatza is távol van, második osztálybéli.”
Fényes Elek 1851-ben kiadott geográfiai szótárában így ír a faluról: „Perény, magyar falu, Abauj vmegyében, Kassához 5 órányira egy kies felemelkedett helyen: 908 kath., 6 evang., 97 ref., 45 zsidó lak. Kath. paroch. templom. Földei néhol soványak, de általjában termékenyek. – Ezen helységet II. András ajándékozta Dobos Jánosnak, a fényes Perényi nemzets. ősatyjának. Mostani birtokosa a b. Meskó nemzets. Ut. p. Hidas-Németi.”
Borovszky monográfiasorozatának Abaúj-Torna vármegyét tárgyaló része szerint: „Perény község körjegyzőség székhelye. Van 149 háza 1179 magyar lakosa, postája. Távirója: Hidas-Németi. Róm. kath. temploma Mátyás király korában épült, de 1746-ban ujjáalakitották. Földesura a báró Meskó család volt.”
1913-ban hozzá tartozott Bélatanya, Gombospuszta és Medgyes külterületi lakott hely.
A trianoni diktátumig Abaúj-Torna vármegye Csereháti járásához tartozott, ezután az új csehszlovák állam része lett. 1938 és 1945 között újra Magyarország része.
1948-ban Hím községgel egyesítették Peryn-Chym néven.

## Népessége
1880-ban Perényen 1195 magyar és 31 szlovák anyanyelvű élt.
1890-ben 1141 magyar és 38 szlovák anyanyelvű lakta.
1900-ban Perényen 1219 magyar és 14 szlovák anyanyelvű élt.
1910-ben 1241-en lakták, ebből 1231 magyar és 7 szlovák anyanyelvű.
1921-ben 1013 magyar és 34 csehszlovák, Felsőláncon 299 magyar és 1 csehszlovák élt itt.
1930-ban Perényen 919 magyar és 298 csehszlovák élt.
1941-ben 1313 magyar és 9 szlovák lakta.

## Ismert szülöttjei
- Czeglédi István református lelkész
- Heffler Konrád (1850–1920) pap, tanár

## Lásd még
- Perény-Hím
- Hím

## Külső hivatkozások
- Képes ismertető (szlovákul)
- Községinfó
- Perény Szlovákia térképén
- E-obce.sk Archiválva 2024. április 8-i dátummal a Wayback Machine-ben